# Ігор Ангуло
Ігор Ангуло (ісп. Igor Angulo; нар. 26 січня 1984, Більбао) — іспанський футболіст, нападник.
Виступав, зокрема, за клуби «Атлетік Більбао» та «Канн», а також молодіжну збірну Іспанії.

## Клубна кар'єра
Народився 26 січня 1984 року в місті Більбао. Вихованець юнацьких команд футбольних клубів ФК Данок Бат, "Атлетік Більбао.
У дорослому футболі дебютував 2002 року виступами за команду клубу «Басконія», в якій провів один сезон.
Своєю грою за цю команду привернув увагу представників тренерського штабу клубу «Атлетік Більбао», до складу якого приєднався 2003 року. Відіграв за клуб з Більбао наступний сезон своєї ігрової кар'єри.
Згодом з 2003 по 2006 рік грав у складі команд клубів «Більбао Атлетік», «Хімнастік» та «Більбао Атлетік».
2006 року уклав контракт з клубом «Канн» на правах оренди. У складі французької команди провів наступний рік своєї кар'єри гравця. Більшість часу, проведеного у складі «Канна», був основним гравцем атакувальної ланки команди.
Протягом 2007—2016 років захищав кольори клубів «Більбао Атлетік», «Есіха», «Нумансія», «Реал Уніон», «Еносіс», «Аполлон Смірніс» та «Платаніас».
До складу клубу «Гурник» (Забже) приєднався 2016 року. За підсумками сезону 2018/19 став найкращим бомбардиром Екстракляси з 24-ма голами. Відіграв за команду з міста Забже 138 матчів в національному чемпіонаті.
22 липня 2020 року 36-річний гравець погодився на річний контракт з індійською командою «Гоа».
30 липня 2021 року Ангуло підписав контракт із чинним чемпіоном Індії «Мумбаї Сіті». У березні 2022 року він був включений до складу команди в Лізі чемпіонів АФК.

## Виступи за збірні
2003 року дебютував у складі юнацької збірної Іспанії, взяв участь у 1 іграх на юнацькому рівні.
2003 року залучався до складу молодіжної збірної Іспанії. На молодіжному рівні зіграв у 3 офіційних матчах, забив 1 гол.

## Титули і досягнення
- Найкращий бомбардир Кубку Греції (1):

«Аполлон Смірніс»: 2014-15
- Найкращий бомбардир Чемпіонату Польщі (1):

«Гурник»: 2018-19
- Найкращий бомбардир Чемпіонату Індії (1):

«Гоа»: 2020-21